# Clusia nipensis
Clusia nipensis là một loài thực vật có hoa trong họ Bứa. Loài này được Borhidi mô tả khoa học đầu tiên năm 2008.